# Stomylomyia europaea
Stomylomyia europaea är en tvåvingeart som först beskrevs av Friedrich Hermann Loew 1869.  Stomylomyia europaea ingår i släktet Stomylomyia och familjen svävflugor. Inga underarter finns listade i Catalogue of Life.